# Anders Forsbrand
Anders Gunnar Vilhelm Forsbrand (* 1. dubna 1961 Filipstad) je švédský profesionální golfista, který soutěžil v European Tour.

## Raný život
Forsbrand se narodil ve švédském Flilipstadu. S golfem začal v Uddeholmském golfovém klubu, malém klubu s devítijamkovým hřištěm ve Värmlandu. Později začal reprezentovat nedaleký a větší Karlstadský golfový club, který měl 18jamkové hřiště a lepší zázemí k tréninku. Jeho mladší bratr Vilhelm (* 1970) se také stal profesionálním golfistou a dvakrát zvítězil v Challenge Tour.
Anders Forsbrand vyhrál v roce 1977 ve věku 16 let neoficiální mistrovství švédské mládeže, Colgate Cup.